# El Chal (sitio arqueológico)

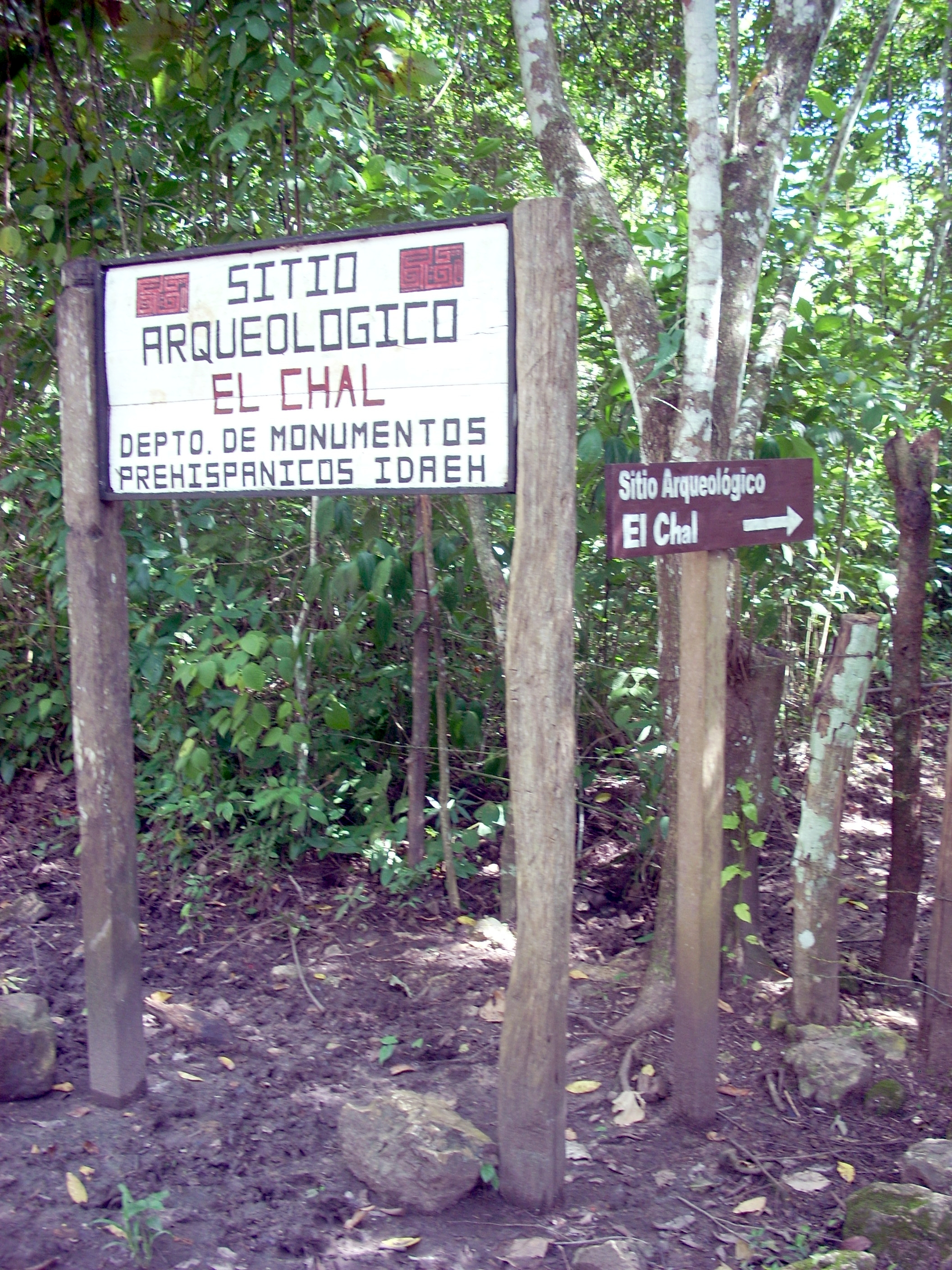
Entrada al sitio en la selva del Petén

El Chal es un yacimiento arqueológico maya precolombino localizado en el valle del río San Juan, en la región sureste del Petén en Guatemala. Se ubica aproximadamente a 30 km al norte del pueblo de Dolores.
El Chal fue ocupado por cerca de 1600 años entre 300 a. C. hasta ca. 1300 d. C. del periodo preclásico tardío hasta el posclásico temprano, aunque alguna actividad en el preclásico medio ha sido detectada.
La ocupación del preclásico tardío parece que estuvo concentrada alrededor de un denominado grupo E que consiste en un complejo ceremonial situado al norte del núcleo central del yacimiento. El periodo de mayor continuidad ocupacional de la ciudad fue durante el clásico tardío época en la que se convirtió en un centro importante de la región sureste del Petén.
Entre las estructuras del sitio hay un complejo residencial de planta cuadrangular que es poco común entre los yacimientos de esta región, aunque hay otra parecida pero más chica en Machaquilá.
Hasta el año 2010 se han conducido muy pocos trabajos de restauración en el lugar que está protegido por el Instituto de Antropología e Historia de Guatemala.

## Localización
El Chal se encuentra localizado en el municipio de El Chal en el departamento del Petén en el norte de Guatemala. Está a 40 km al sur de Flores que es la capital departamental. Hay un pequeño pueblo también llamado El Chal dentro de cuyo territorio está el sitio arqueológico. El sitio está emplazado en la sabana central del Petén en un área bien drenada no sujeta a inundaciones estacionales. La topografía del terreno es de naturaleza kárstica que incluye algunas colinas que soportan una parte de la arquitectura del sitio.
El Chal se encuentra dentro del valle del río San Juan que es un afluente del río La Pasión en una altitud de aproximadamente 270 msnmm. Está situado en la ruta natural norte-sur entre las montañas mayas y la región central del Petén, ruta que fue usada durante el periodo colonial y que fue también, probablemente, la ruta seguida por los mayas en su migración hacia el norte, hacia la Península de Yucatán.
Algo de la arquitectura del sitio está aún cubierta por la selva aunque son visibles muchos vestigios y montículos de tamaños varios. Algunos de estos montículos fueron desmantelados a fin de construir el pueblo moderno de El Chal y la piedra de corte utilizada para construir las casas del lugar. En algunos casos es posible ver casas modernas edificadas encima de los montículos o de sus plataformas. Inclusive, algunas casas habían sido edificadas en las inmediaciones de la acrópolis pero fueron posteriormente relocalizadas durante la guerra civil en Guatemala a finales del siglo XX.

## Historia
Como se señaló, el principal periodo de ocupación de la ciudad ocurrió durante el periodo clásico tardío. Fue entonces cuando el sitio creció arquitecturalmente. En esta época el centro de la ciudad fue trasladado para integrarse a la recién construida acrópolis. Los monumentos esculpidos de la ciudad indican que ésta fue lo suficientemente importante como para poseer su propio glifo-emblema. Todos los textos jeroglíficos esculpidos en los monumentos de El Chal datan del siglo VIII d. C. y se encuentran muy erosionados. Los grupos residenciales que se encuentran sobre plataformas en el sector denominado Panorama fueron construidos en el clásico tardío cuando un taller de pedernal estaba en operación dentro de este grupo residencial (Grupo # 19). Fue también durante la ocupación del clásico tardío cuando se expandió la ciudad a otros sectores a los que se ha identificado como Arrepentimiento, Municipal y Central.
A lo largo de este periodo, El Chal mantuvo su condición de ciudad primaria (importante) en el valle de San Juan. Esto ha sido evidenciado por la intensa actividad constructiva conducida entonces y por la erección de nuevos monumentos. Esta importancia regional de El Chal, dio como resultado que en esa época otros sitios fueron eclipsados como El Edén y  El Tigrillo hacia el oeste y  Copoja, El Puente y El Ocote al sureste. Fue durante el periodo del clásico terminal cuando El Chal desarrolló su propia industria de cerámica.
La ocupación del sitio durante el periodo posclásico ha sido demostrada a partir de fragmentos de cerámica recuperados de la Estructura # 1 en la llamada Plaza noroeste. Algo de pedacería de vasijas del posclásico han sido encontradas también en el Grupo # 15 en el sector central de a ciudad.

### Historia moderna
El nombre de El Chal se usó desde el siglo XVIII según puede verse en acuarelas coloniales del lugar y de la región en donde se menciona también como El Chacal. También aparece en un mapa del Petén de 1860, junto con Poptún, Concepción, San Clemente y las ruinas de Ixkún.
El sitio fue visitado por los arqueólogos Richard Kirsch y Ian Graham en 1974 y 1975 pero el trabajo que realizaron no fue publicado. En 1989 el Atlas Arqueológico de Guatemala mapeó el lugar y catalogó los monumentos existentes. En 1993 se llevaron a cabo las primeras excavaciones de prueba y un área de 4 km² fue explorada alrededor del núcleo central del sitio.
En los años 1970 algunos monumentos esculpidos fueron retirados del sitio por Fomento y Desarrollo del Petén y se transfirieron más tarde al parque nacional de Tikal National Park. Hacia mediados de los años 1990 la ubicación exacta y la identidad de los monumentos se había perdido.
Se han realizado excavaciones adicionales desde entonces que han incluido investigaciones en la Plaza oeste, en la este y en la acrópolis en 2005–2006 y en la Plaza noroeste en 2006.

## Descripción del sitio
El Chal consiste en una acrópolis y tres plazas ceremoniales:
la Plaza este, la oeste y la noroeste. Hay otras plazas menores en el núcleo del sitio. Las plazas y la mayoría de las estructuras residenciales fueron construidas a nivel del terreno original mientras que la acrópolis se edificó sobre una colina de piedra caliza y sólo algunos grupos residenciales fueron construidos sobre plataformas artificiales.
Hay un estanque de agua localizado en la parte noroeste de la acrópolis. Se le construyó con bloques irregulares de piedra y mide aproximadamente 65 m de ancho, llenándose de agua hasta un nivel de 2 m en la temporada de lluvias para dar un contenido de 400 m³. Hay otro estanque de agua natural al sur del artificial y al oeste de la acrópolis.
El complejo ritual de El Chal fue localizado a considerable distancia hacia el noreste del centro cívico y fue construido posiblemente en el periodo preclásico.
Los arqueólogos han mapeado 268 estructuras agrupadas en 53 conjuntos formando alrededor de 68 patios en el núcleo del yacimiento. Las estructuras residenciales se concentraron en el área que rodea el centro ceremonial, especialmente hacia el norte y el oeste, cerca del estanque artificial de agua. Las residencias tendían a ser mayores en la medida en que estaban situadas más cerca del estanque. Estas áreas residenciales de El Chal son extensas y los investigadores las han dividido en cuatro sectores. Municipal que es la porción más moderna de la ciudad; el Arrepentimiento es la porción noreste del sitio; Panorama es el área noroeste y Central que es el núcleo del yacimiento. El Chal Central contiene 25 grupos; Arrepentimiento contiene 40 grupos; Panorama, 53 grupos y  Municipal 18 grupos. Panorama fue un área dedicada a la producción de lajas, mientras que Municipal estuvo asociada al complejo ritual de la ciudad.

## Galería de fotos del sitio

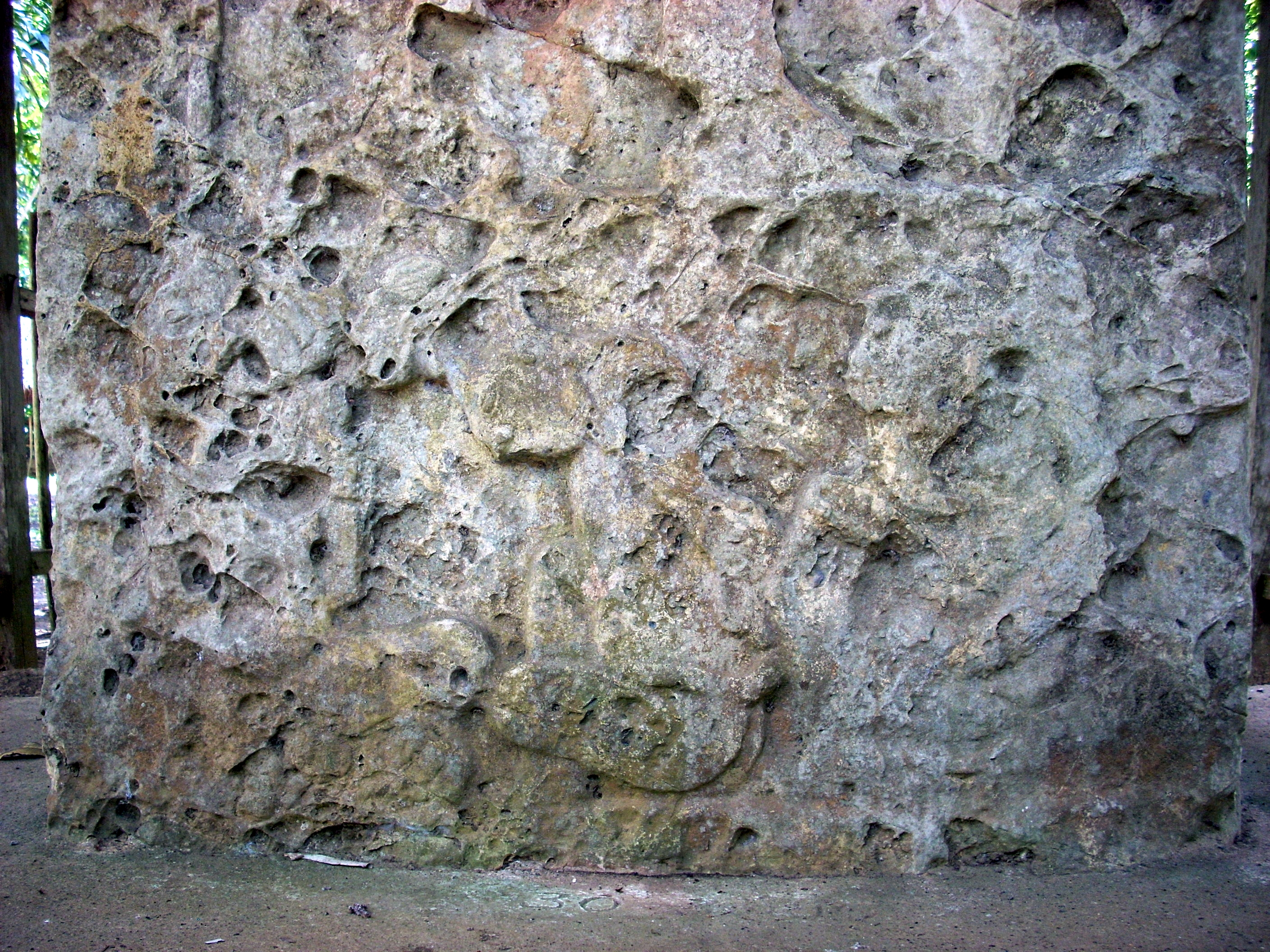
Tablero inferior de la Estela # 4, muy erosionado, mostrando a tres cautivos arrodillados.
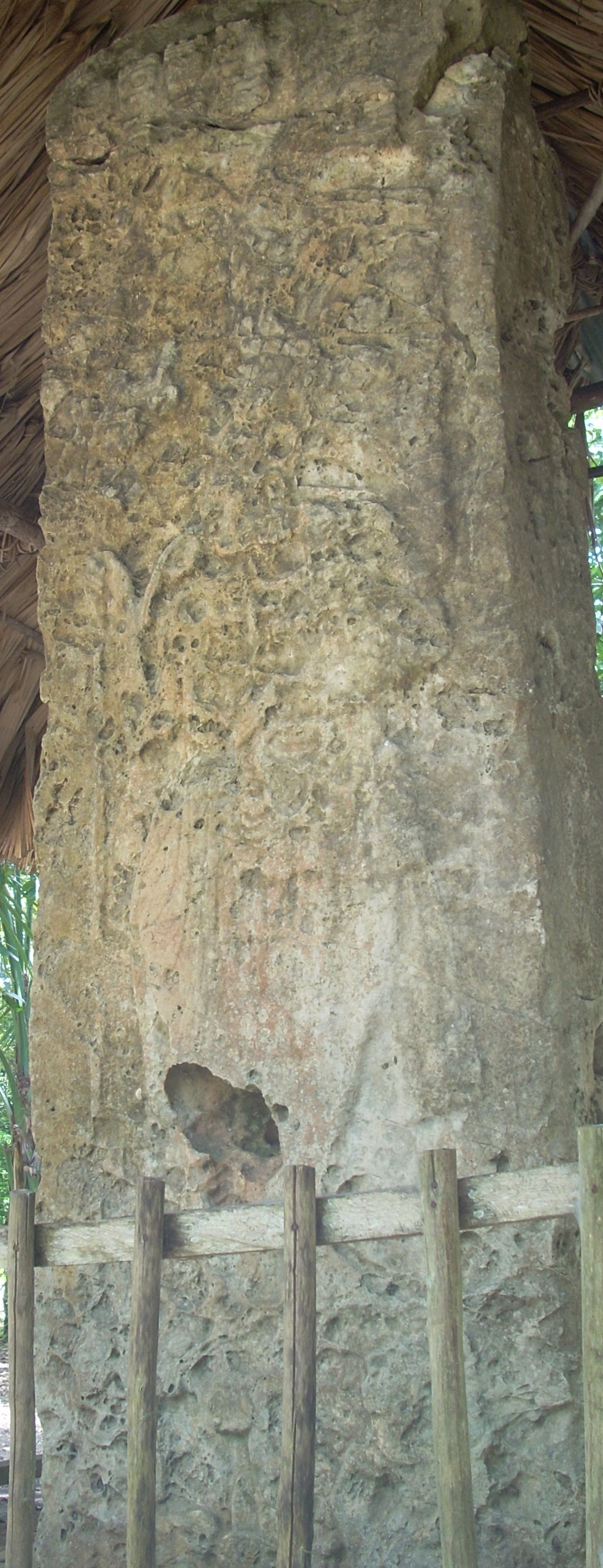
Frente de la Estela # 4, que muestra a un regidor del siglo VIII.
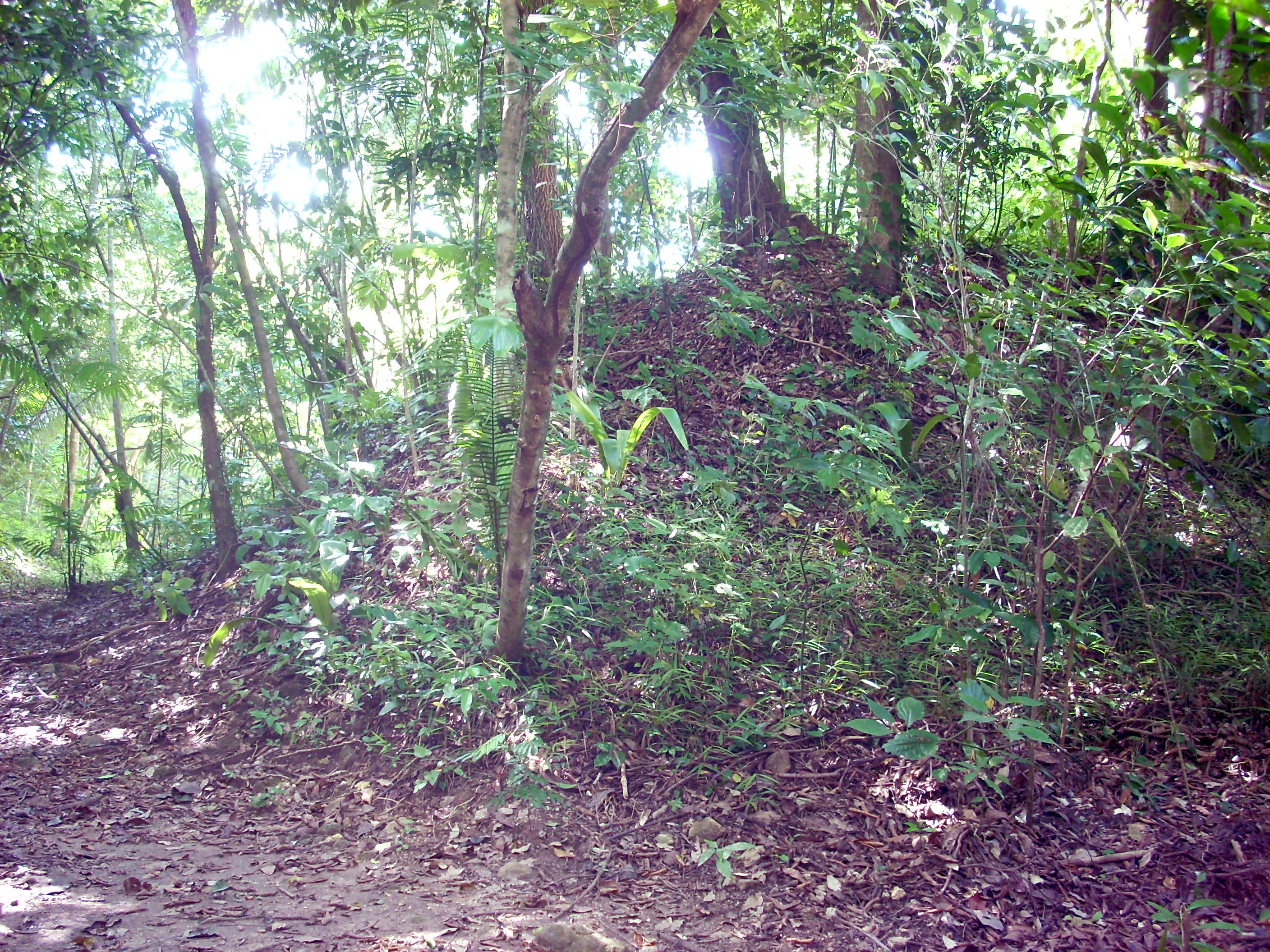
Estructura # 3 de la Plaza oeste, vista desde la Plaza este.
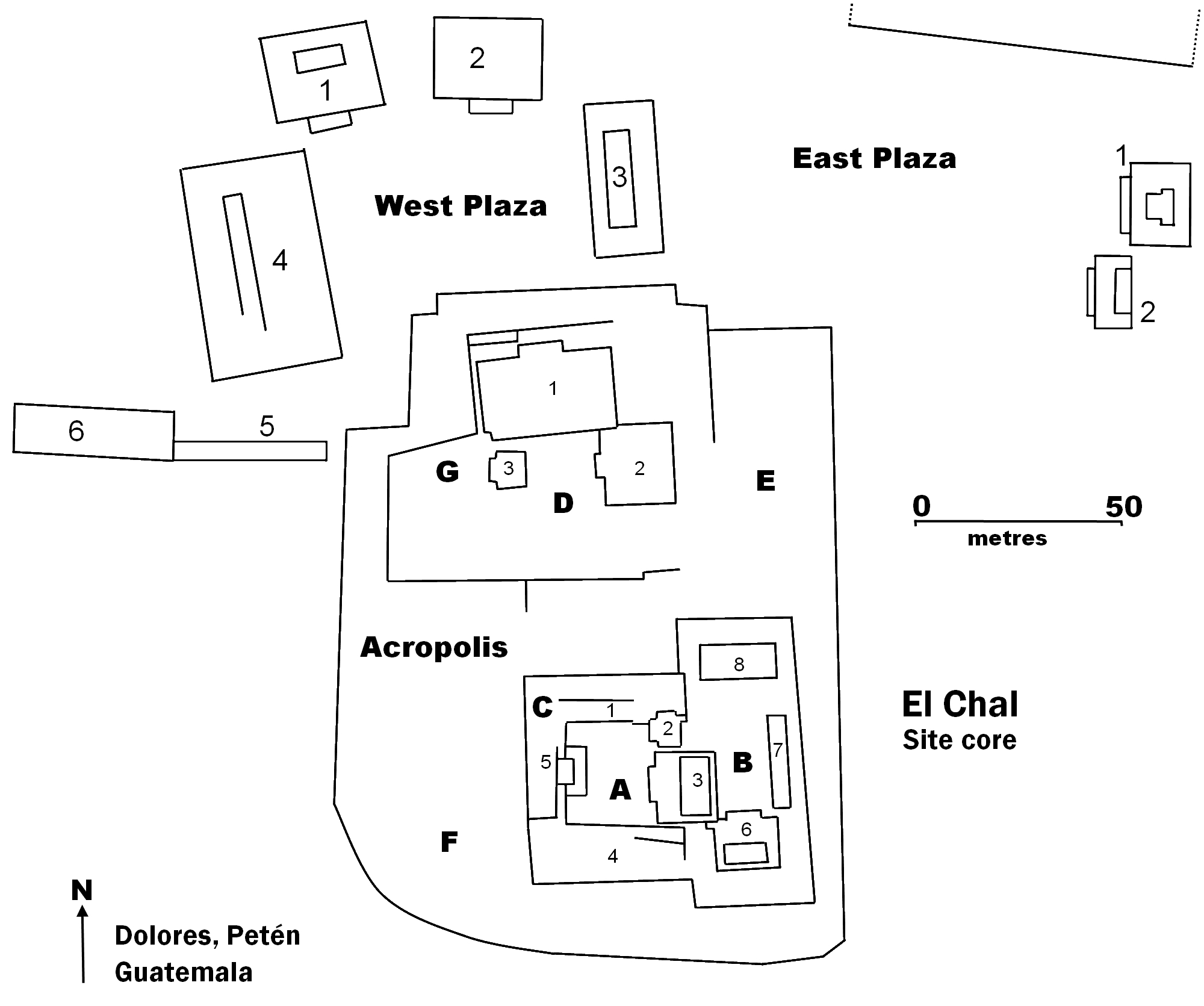
Mapa del sitio mostrando la acrópolis y las Plazas este y oeste.
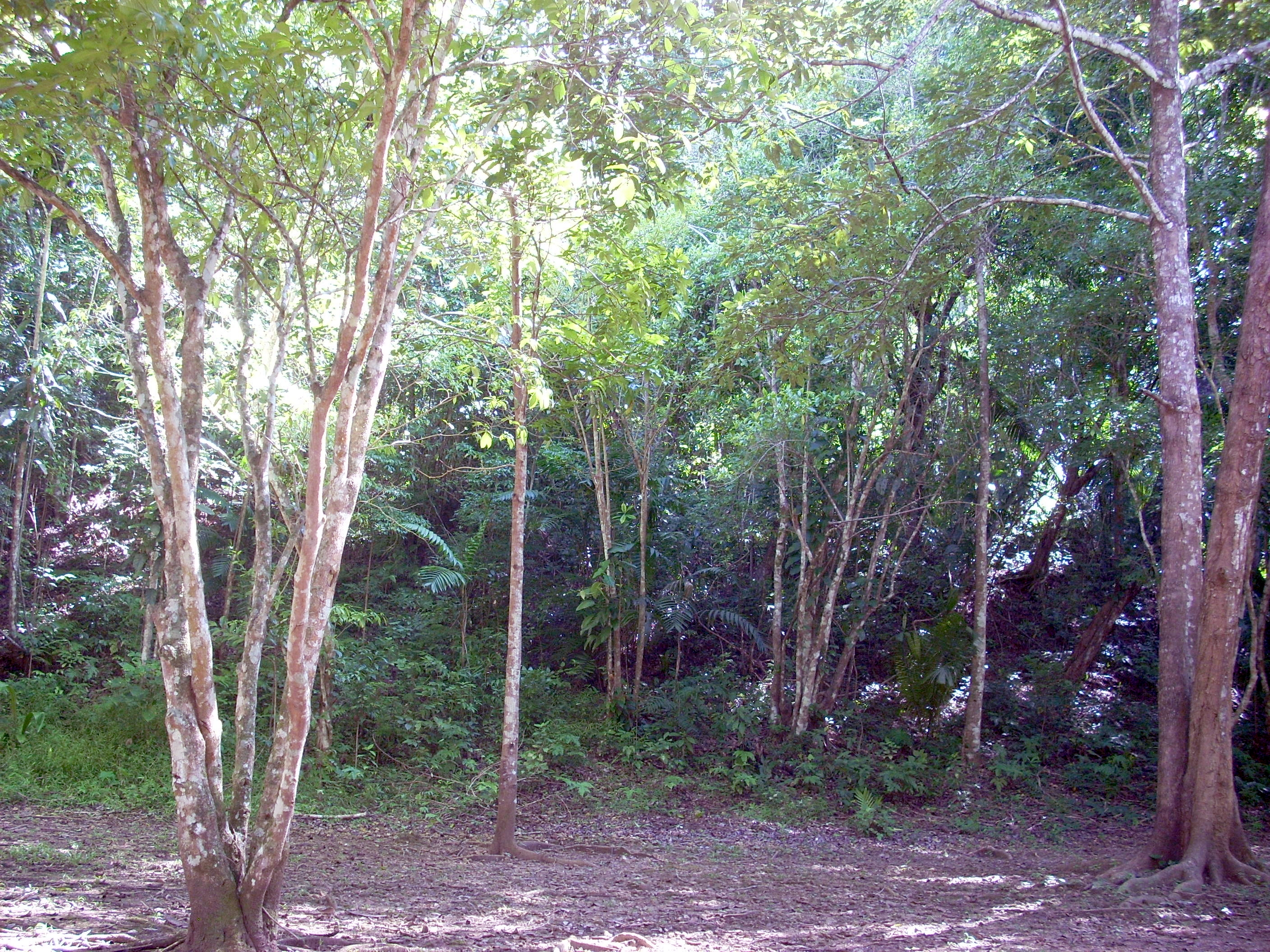
La acrópolis cubierta de selva vista desde la Plaza oeste.
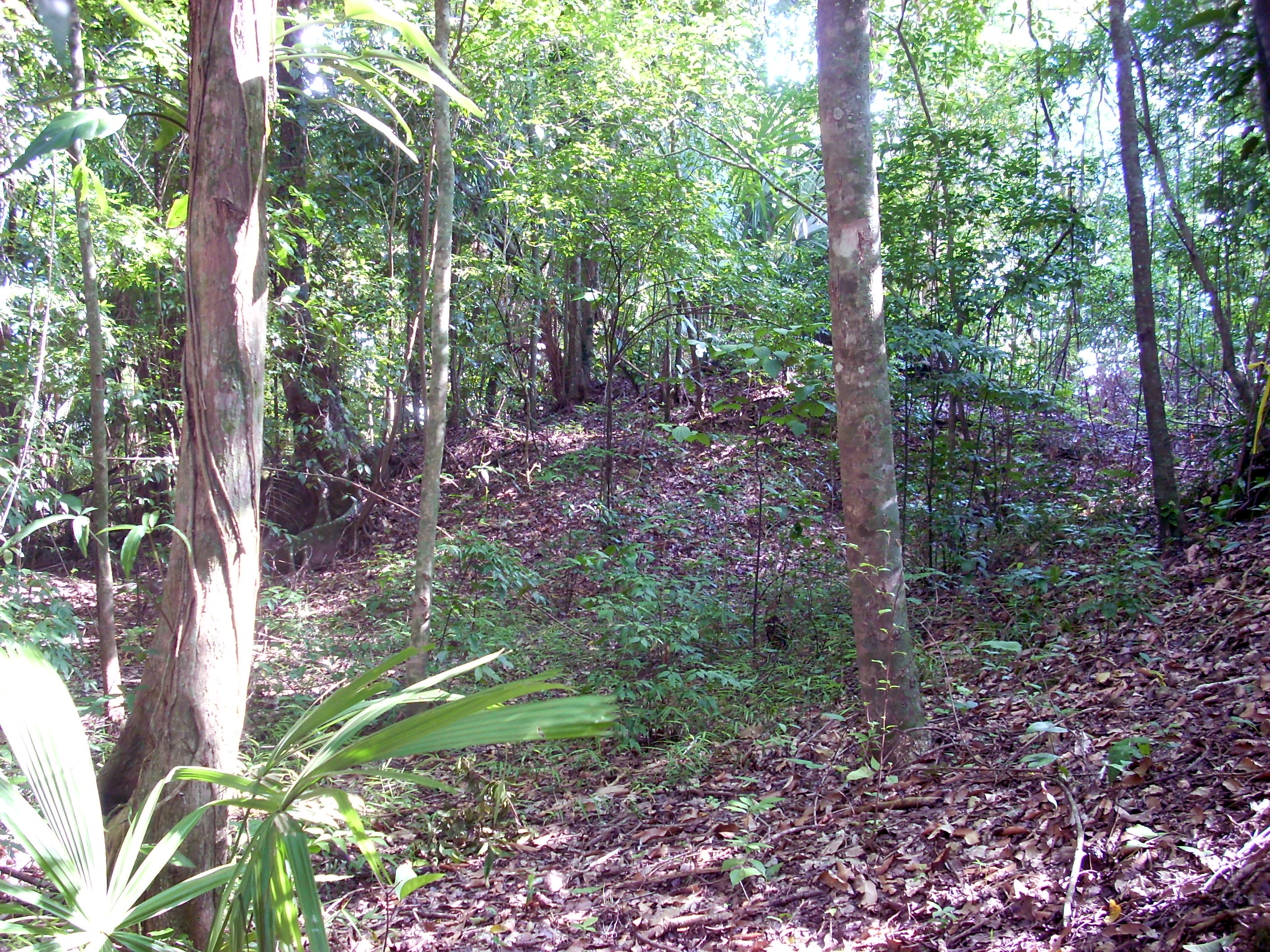
Estructuras de la Terraza # 1 de la acrópolis.
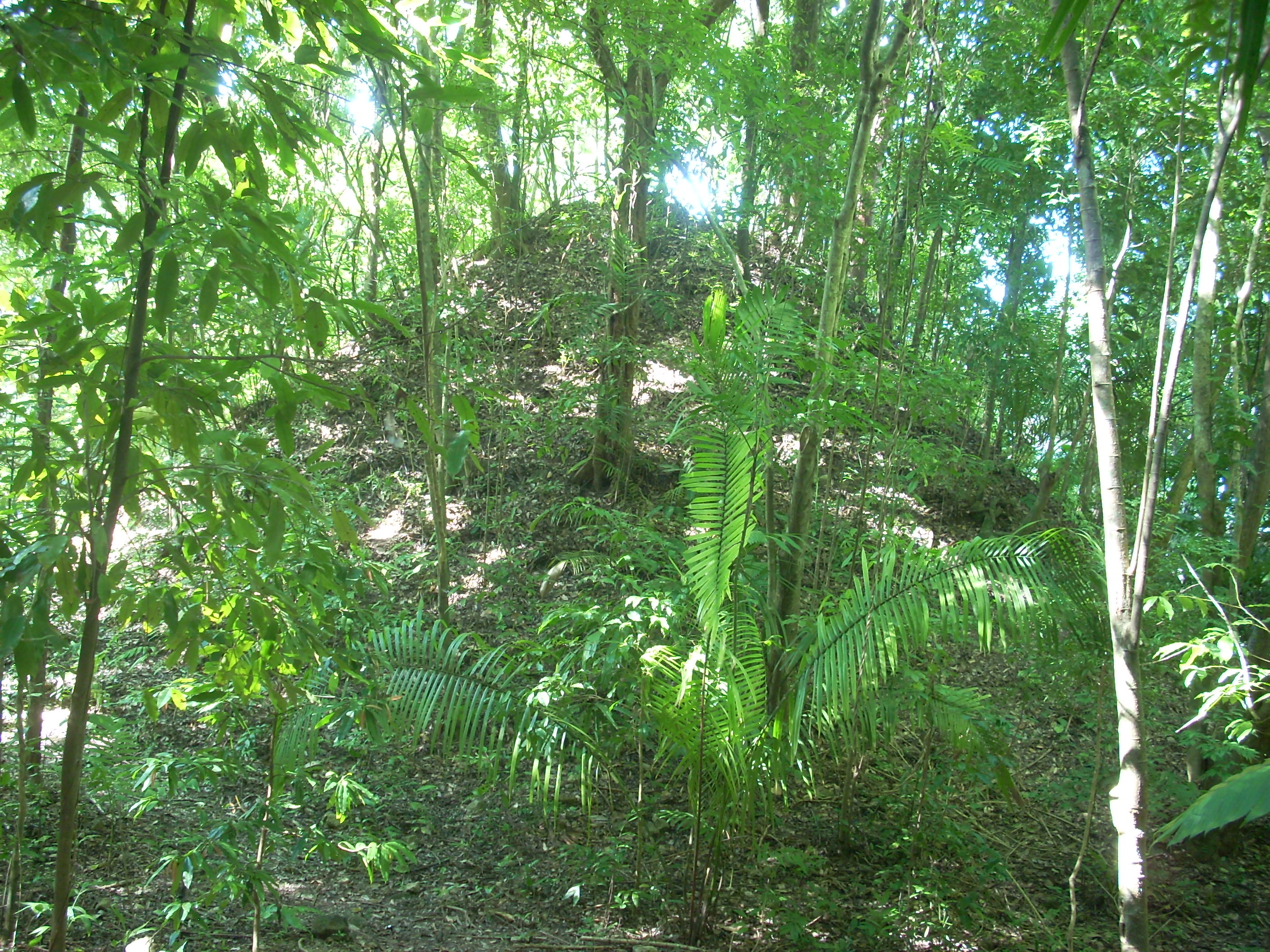
Pirámide sin restaurar en la acrópolis.
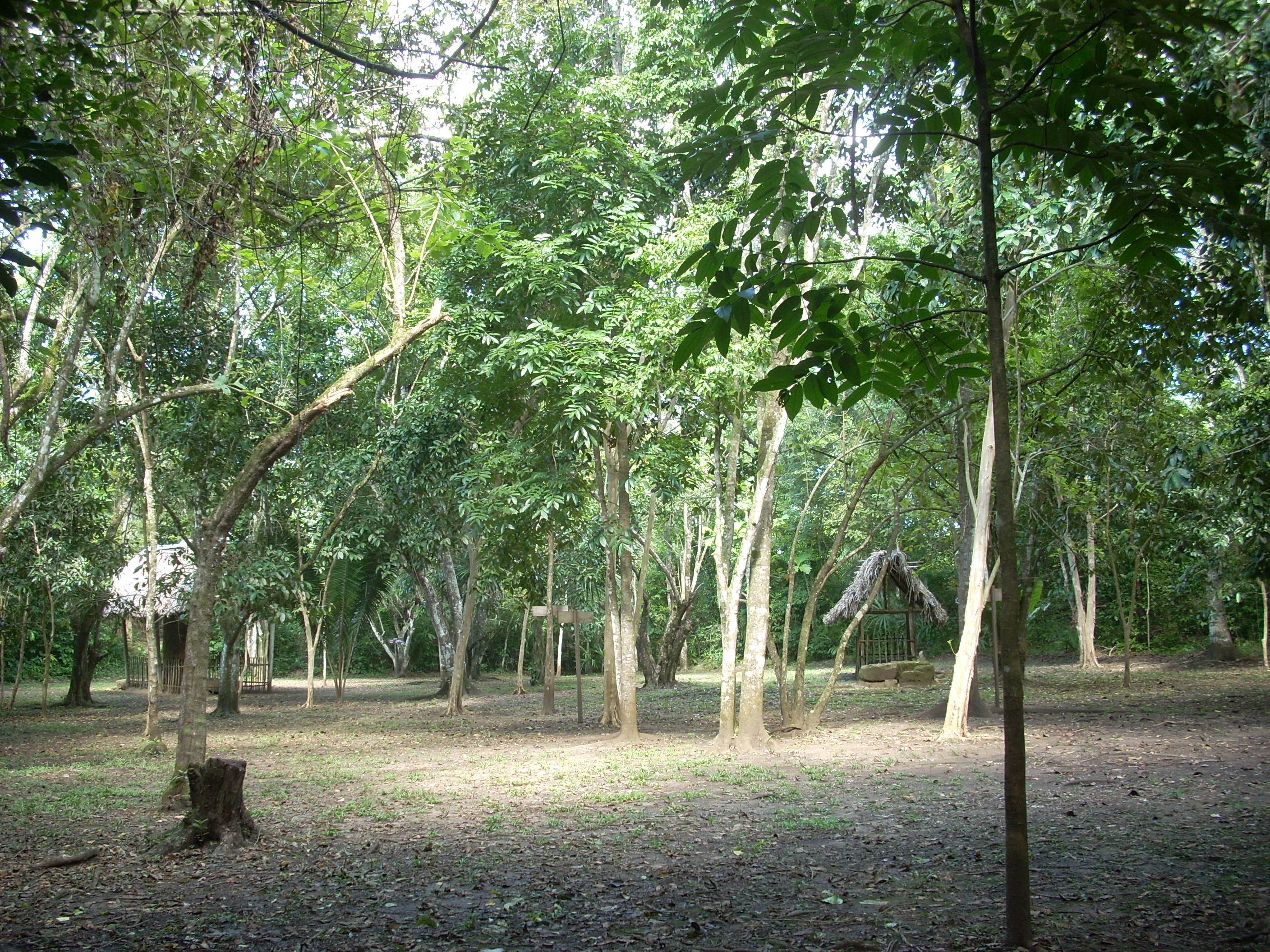
La Plaza este.
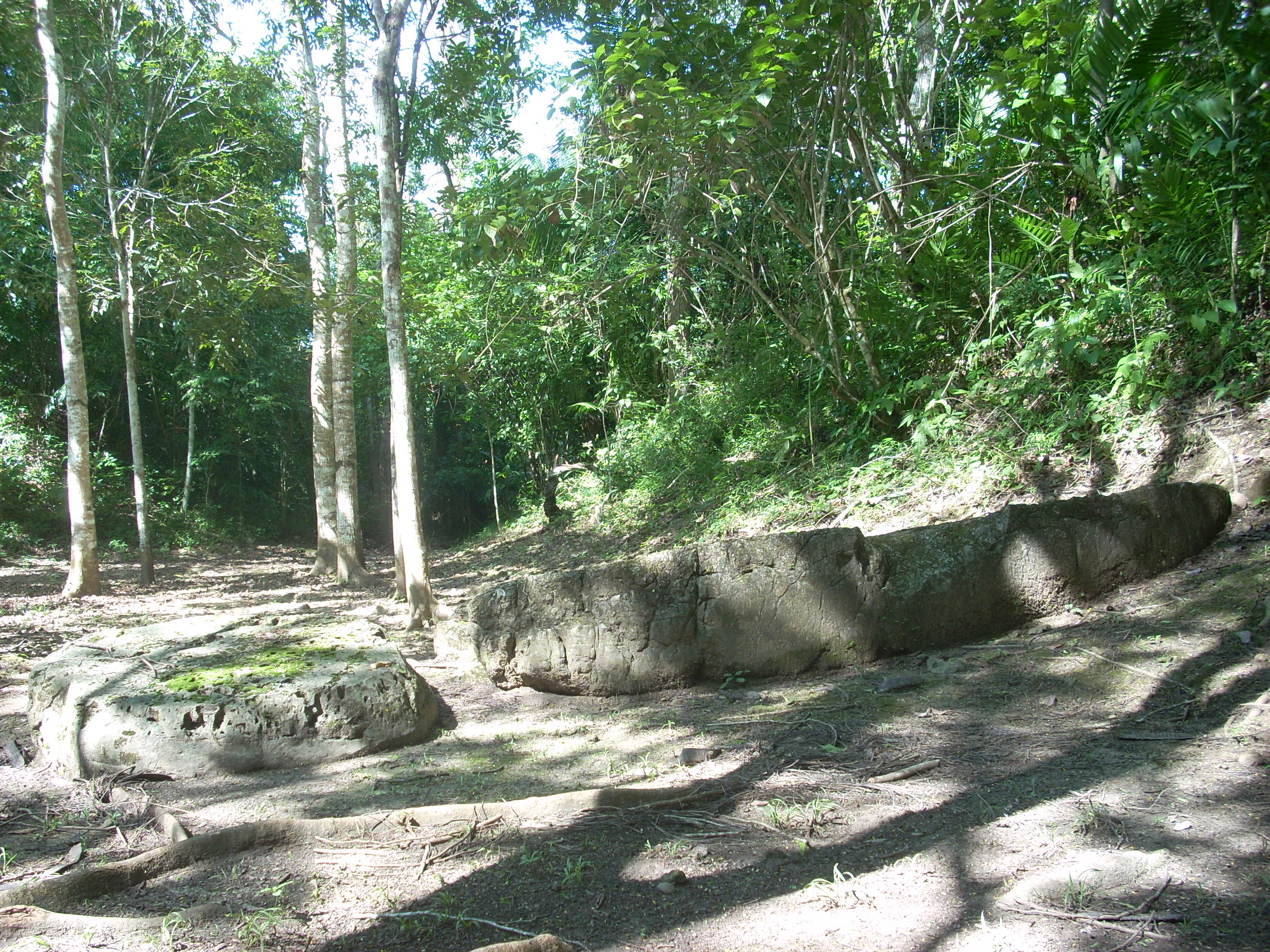
Estela caída con su altar en la PLaza oeste.
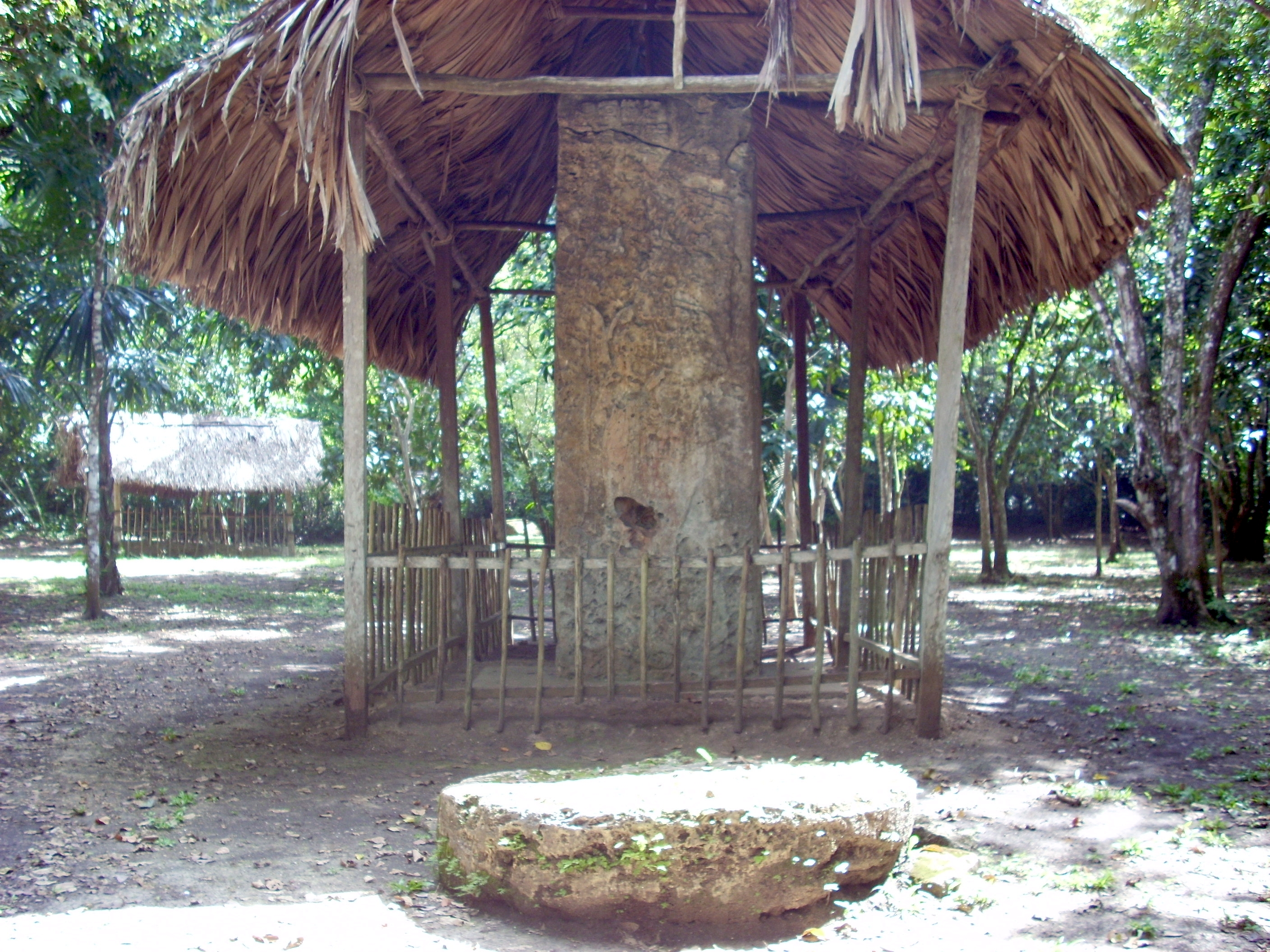
Estela # 4, que muestra un régule parado frente a tres cautivos de guerra. El Altar # 3 en el primer plano.
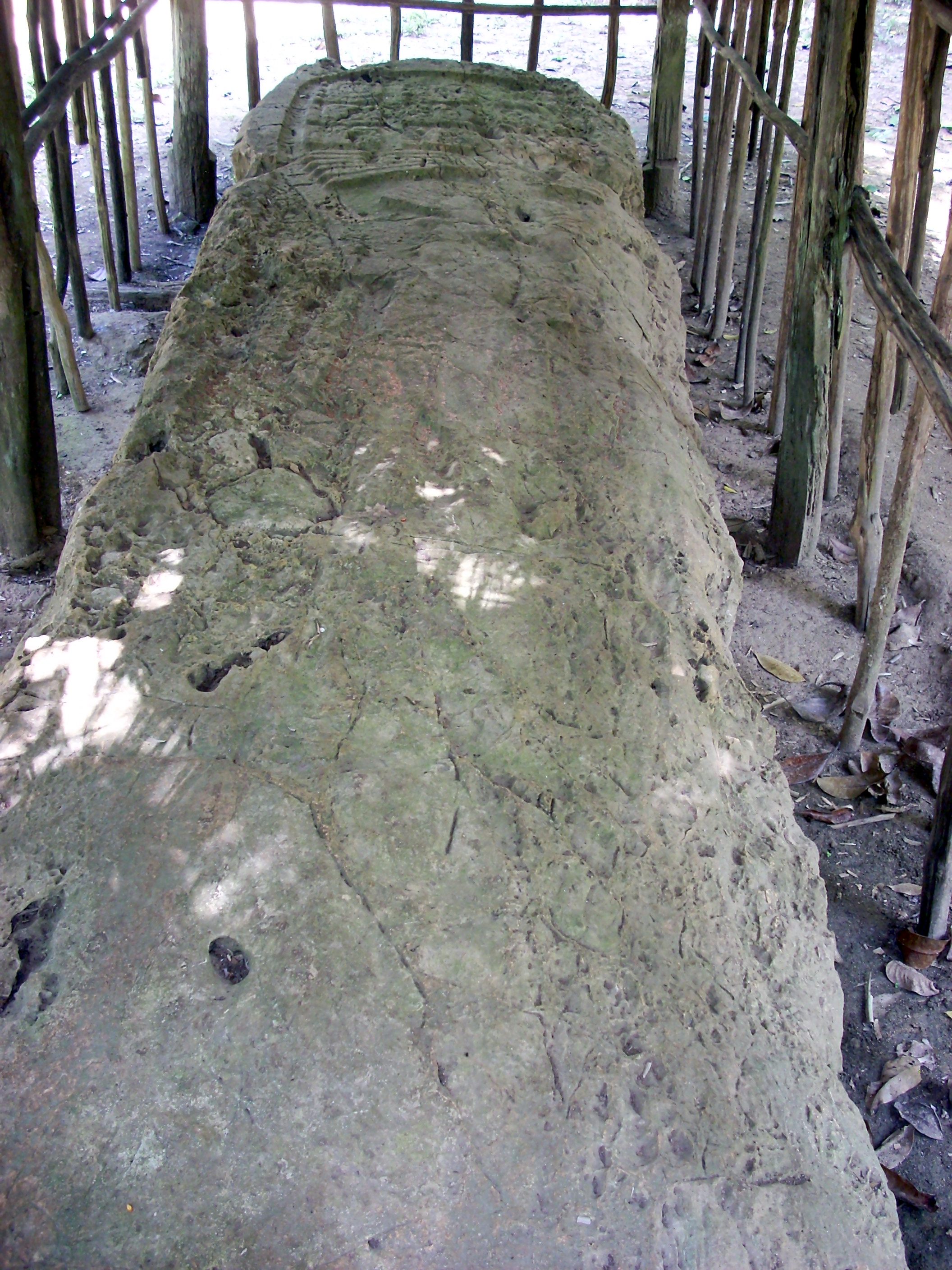
Estela # 5.
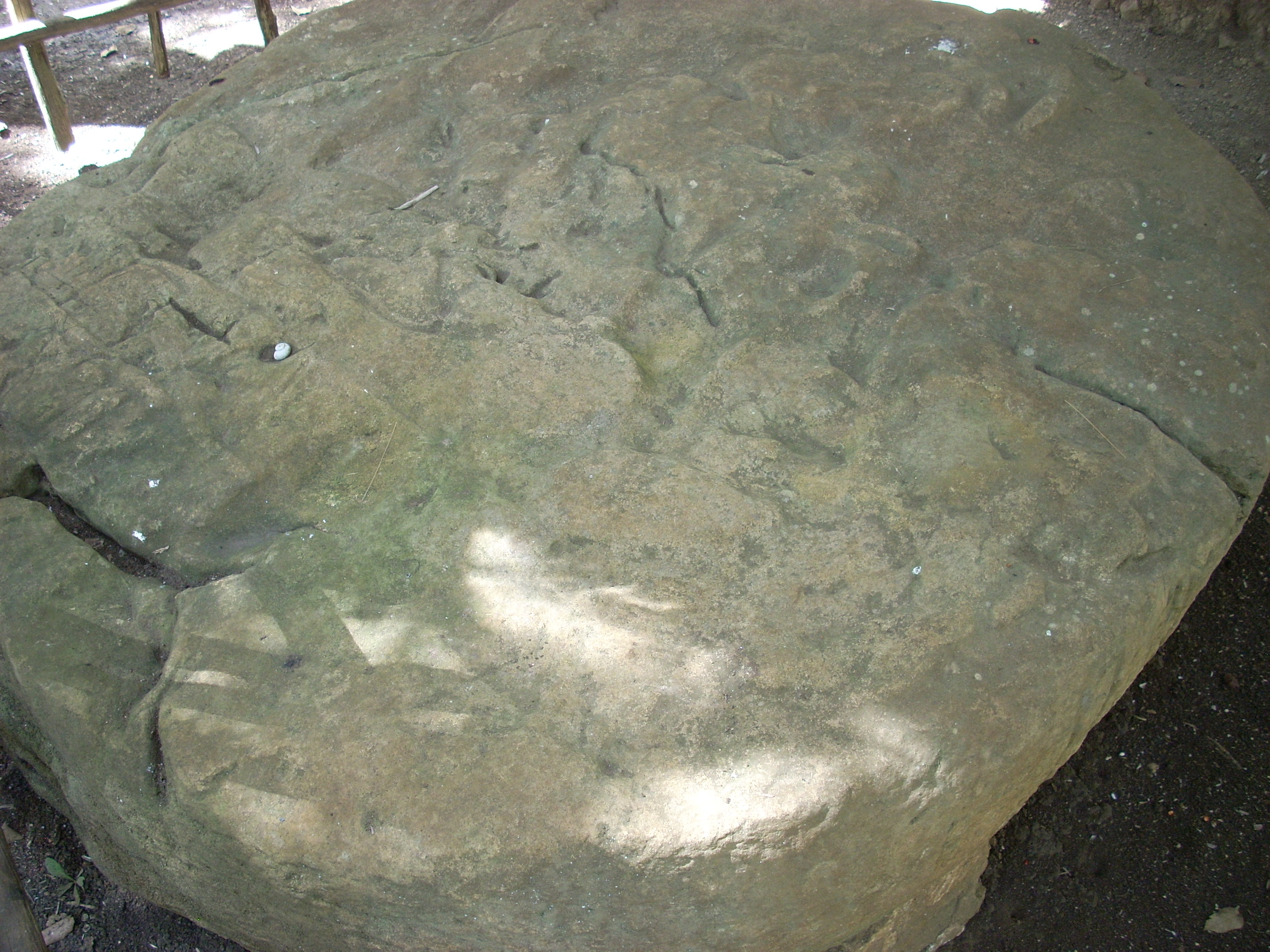
Altar # 4, muy dañado por la erosión.